# Acetat d'uranil
L'acetat d'uranil (UO₂(CH₃COO)₂ · 2H₂O) és un sòlid groguenc format per cristalls tetraèdrics amb una olor lleugerament acètic.
S'empra per a efectuar tincions negatives a microscòpia electrònica, de fet, la major part de les tècniques d'aquesta microscòpia requereixen aquest compost, especialment per al contrast de mostres. Altres usos inclouen la titulació de compostos en química analítica, en solucions a l'1 o 2%; en clínica, s'empra per quantificar sodi en sèrum.
El reactiu comercialment disponible es prepara emprant urani empobrit que té una radioactivitat típica de 0,51 μCi/g. Per això, el seu efecte no és perillós per a la salut humana mentre es trobi fora del cos, per ingestió, inhalació i contacte en pell ferida del seu pols sí que ho és, així com per exposició prolongada.